# Barbara Edenová
Barbara Edenová (nepřechýleně Eden, * 23. srpna 1931 Tucson, Arizona, USA) je americká herečka známá zejména kvůli ztvárnění hlavní role v seriálu I Dream of Jeannie.

## Život
Když jí byly tři roky, její rodiče se rozvedli. Společně se svou matkou se přestěhovala do San Francisca, kde také vystudovala střední školu.
V roce 1958 se vdala za Michaela George Ansaru, s kterým měla syna Matthewa Michaela. V roce 1974 se rozvedli.
Později byla ještě dvakrát vdaná.

## Herecká kariéra
První zkušenosti s filmem získala v několika televizních pořadech, později vystupovala v seriálu How to Marry a Millionare. V roce 1964 podepsala smlouvu na ztvárnění hlavní postavy v seriálu I Dream of Jeannie, kterou hrála 5 let a vystupovala ve všech 139 dílech seriálu. Rovněž ztvárnila úlohu její sestry Jeannie (9 dílů) a mámy (2 díly). Později se ke své nejznámější roli vrátila v celovečerních filmech I Dream of Jeannie:15 Years Later a I Still Dream of Jeannie. V roce 1990 vystupovala v seriálu Dallas.